# Lonpos
Lonpos (también llamado Lon-pos o LONPOS) es un juego rompecabezas de geometría y lógica.
Se sirve de poliformas y el jugador debe encajar un número fijo de piezas de un juego o perlas de varias formas, llamadas pentominoes, para llenar un espacio, que puede ser un rectángulo en una sola dimensión o una pirámide.
- Datos: Q1144963
- Multimedia: Lonpos / Q1144963